# 백산로
백산로(Baeksan-ro)는 전북특별자치도 김제시 요촌동 흥사교차로에서 김제시 청하면 관상사거리를 잇는 도로이다

## 주요 경유지
전북특별자치도
- 김제시 (요촌동 . 백산면 . 청하면)

## 노선
| 이름           | 접속 노선                       | 소재지 | 소재지 | 비고 |
| -------------- | ------------------------------- | ------ | ------ | ---- |
| 흥사 교차로    | 국도 제23호선 (하공로)          | 김제시 | 요촌동 |      |
| 하청사거리     | 정동길 하흥로                   | 김제시 | 백산면 |      |
| 유교교         |                                 | 김제시 | 백산면 |      |
| 하건마을삼거리 | 지평선산단6길                   | 김제시 | 백산면 |      |
| 소라 교차로    | 자유무역길                      | 김제시 | 백산면 |      |
| 백산사거리     | 소라1길 능제로                  | 김제시 | 백산면 |      |
| 백산 교차로    | 지방도 제702호선 (지평선산단로) | 김제시 | 백산면 |      |
| 수월사거리     | 백석로                          | 김제시 | 백산면 |      |
| 관상교         |                                 | 김제시 | 청하면 |      |
| 관상삼거리     | 청하로                          | 김제시 | 청하면 |      |

## 주요 시설및 건물
- 백석초등학교 (백산로 54/흥사동 543-1)